# Сверхзвуковая сепарация газов
Сверхзвуковая сепарация газов — технология, которая позволяет удалять одну или несколько газовых компонент из газа (обычно, природный газ). Процесс конденсирует целевые компоненты при помощи охлаждения через расширение в сопле Лаваля и потом отделается конденсат от сухого газа через интегрированный циклон. Сепаратор использует только часть давления в качестве энергии и имеет технические и коммерческие преимущества при сравнении с другими текущими распространенными технологиями.

## История
Природный газ, добытый из скважины, обычно не является товаром, который пользуется спросом, он содержит смесь различных углеводородов с другими газами, жидкостями и твердыми загрязнителями. Данный газ нуждается в очистке для подготовки к транспортировке по трубам и в обработке на УКПГ/УПГ для разделения его на компоненты.
Некоторые из типичных шагов по обработке газа: удаление CO2, дегидратация, извлечение сжиженных углеводородных газов, обеспечение точки росы. Технологии ранее выполняли данные шаги через адсорбцию, абсорбцию, мембраны и низкотемпературные системы, использующие охлаждение или расширение через клапан Джоуля-Томсона или турбодетандер. Если такое расширение проводится через технологию сверхзвуковой сепарации газов, обычно механически, то можно получить экономические и операционные выгоды, описанные далее.

## Сверхзвуковой газовый сепаратор
Сверхзвуковой газовый сепаратор состоит из последовательных секций в трубчатой форме, которые обычно разрабатываются как фланцевый кусок трубы.
Подаваемый газ (состоящий как минимум из двух компонент) в первую очередь попадает в секцию со статичными лезвиями и лопастями, которые создают быстрый вихрь в газе. После этого газовый поток направляется в сопло Лаваля, где он ускоряется на сверхзвуковых скоростях и преодолевает глубокое падение в давлении примерно на 30% от исходного давления при подаче. Это почти что изоэнтропийный процесс и соответствующее падение в температуре приводит к конденсации целевых компонентов смеси газов, который создает мелкий туман. Капельки собираются в большие капли и завихрения газа приводят к циклонической сепарации. Создаются два потока: газ и газожидкостная смесь. В финальной секции расположены диффузоры для обоих потоков, где газ замедляется и около 80% от исходного давления (в зависимости от применения) восстанавливается. Дополнительно данная секция может включать в себя набор статических устройств, чтобы не было вихревого движения в газе.

## Схема установки
Сверхзвуковой сепаратор требует использование специальное схемы, которая включает в себя дополнительное оборудование. Типичная базовая схема для сверхзвуковой сепарации - это установка, в которой газ предварительно охлаждается в теплообменнике с помощью сухого потока из сепаратора.
Жидкостная фаза сверхзвукового сепаратора проходит на 2- или 3-фазном паросепараторе, где газ отделяется от воды и/или других жидких углеводородов. Газовая фаза данного второго сепаратора соединяет сухой газ из сверхзвукового сепаратора, жидкости отправляются на транспортировку или дальнейшую обработку.
В зависимости от задачи другие схемы возможны и для определенных случаев обладает преимуществами. Эти изменения позволяют достигать термодинамической эффективности и часть из них запатентованы.

## Преимущества и применения
Сверхзвуковой газовый сепаратор восстанавливает часть падения в давлении, который необходим для охлаждения, и поэтому обладает большей эффективностью по сравнению с клапаном Джоуля-Томсона при любых условиях использования.
Сверхзвуковой газовый сепаратор в большинстве случаев на 10-20% эффективнее чем турбодетандер.
Сверхзвуковой сепаратор имеет меньший экологический след и меньшим весом по сравнением с турбодетандером. Это является дополнительным преимуществом для платформ, плавучих установок для добычи, хранения и отгрузки нефти. Он требует меньше капитальных затрат и меньше операционных издержек, поскольку он является абсолютно статичным. Он почти не требует поддержки и не требует (или в значительно меньших количествах) использования химикатов.
Тот факт, что для сепаратора не требуются операционный и поддерживающий персонал позволит создавать нежилые платформы, которые раньше требовали дополнительного оборудования, что приводит к сокращению капительных и операционных издержек.
Коммерчески разработанные области применения в данной отрасли:
- дегидратация
- обеспечение точки росы (по воде и/или углеводородам)
- извлечение сжиженных углеводородных газов

Другие области применения, которые находятся в разработке:
- извлечение CO2 и H2S

## Коммерческая реализация
Существует несколько патентов на сверхзвуковую сепарацию газов, которые относятся к характеристикам устройства, а также методов. Технология исследуется и была доказана в лабораторных условиях с 1998 года, специальные HYSYS модули были разработаны, а также программы для 3D компьютерного газового моделирования. Технология сверхзвуковой сепарации газов в то же время прошла успешные отраслевые испытания (например, в Нигерии, Малайзии и России) для целей дегидратации и извлечения сжиженных углеводородных газов. Консалтинг, инжиниринг и оборудование для сверхзвуковой газовой сепарации предоставляется компанией ENGO Engineering Ltd. под брендом "3S". Те же самые услуги предоставляются фирмой Twister BV, голландской фирмой, дочерней компанией Royal Dutch Shell, под брендом "Twister Supersonic Separator".